# Station Dieren
Station Dieren is het spoorwegstation in Dieren, gelegen aan de IJssellijn Arnhem - Zutphen - Zwolle en de spoorlijn Dieren - Apeldoorn.

## Geschiedenis
Station Dieren werd geopend op 2 februari 1865 door de Maatschappij tot Exploitatie van Staatsspoorwegen, die vanaf 1917 opging in de Nederlandse Spoorwegen. Tot 30 mei 1976 droeg het de naam Dieren-Doesburg omdat het ook diende voor Doesburg, dat niet zelf op het spoorwegnet is aangesloten. Het heeft een eilandperron. Het huidige gebouw verving in 1902 het eerste station Dieren-Doesburg van architect K.H. van Brederode, dat Standaardtype KNLS '2e klasse' werd genoemd naar de Koninklijke Nederlandsche Locaalspoorweg-Maatschappij die de lijn naar Apeldoorn exploiteerde. Hoewel het zijn functie als stationsgebouw in 1902 had verloren, kreeg het in 1914 een verdieping en is het tot 1944 blijven staan.

## Lijn naar Apeldoorn
Naast stopplaats voor de intercitytreinen en sprinters van NS Reizigers op de IJssellijn is station Dieren het beginpunt van de toeristische spoorweg naar Apeldoorn van de Veluwsche Stoomtrein Maatschappij, die een eigen zijperron heeft. In opdracht van Gedeputeerde Staten van Gelderland werd onderzocht of er mogelijkheden waren om deze lijn weer geschikt te maken voor een reguliere treindienst, maar in februari 2013 viel deze optie af. In plaats daarvan werd gekozen voor een snelbus tussen Apeldoorn en Arnhem die Dieren niet aandoet.

## Infrastructuur
Als onderdeel van het grootschalige infrastructuurproject Traverse Dieren is in 2017 een voetgangersbrug gerealiseerd die het eilandperron met zowel de zuidkant als de noordkant van Dieren verbindt. Hiermee verving het de tunnel die tot dan toe het station vanaf de noordkant van Dieren toegankelijk maakte. In 2018 werd een nieuwe parkeergarage aan de noordkant van het station opgeleverd die in directe verbinding staat met de voetgangersbrug.

## Afbeeldingen

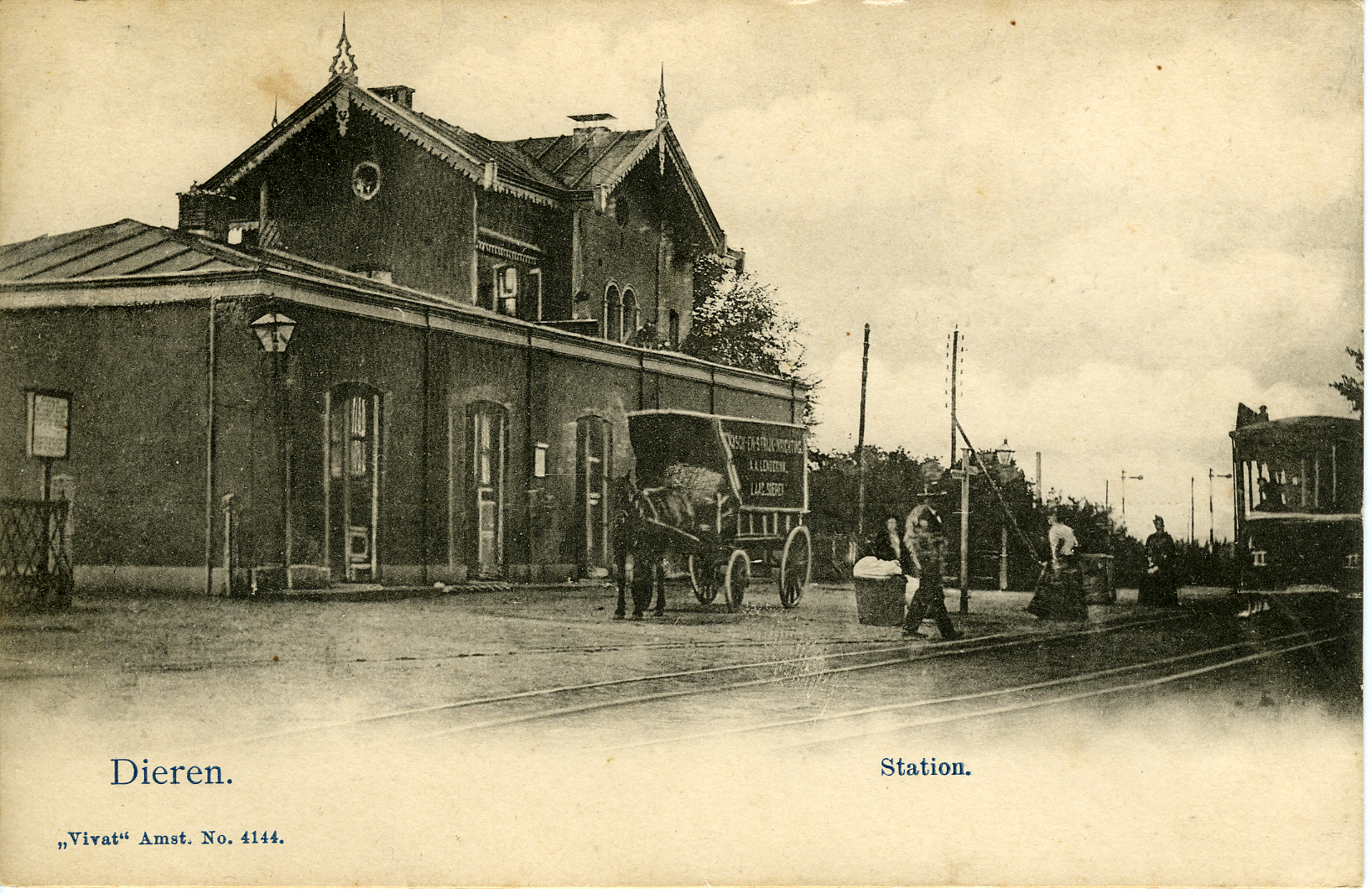
Station Dieren in 1900-1910
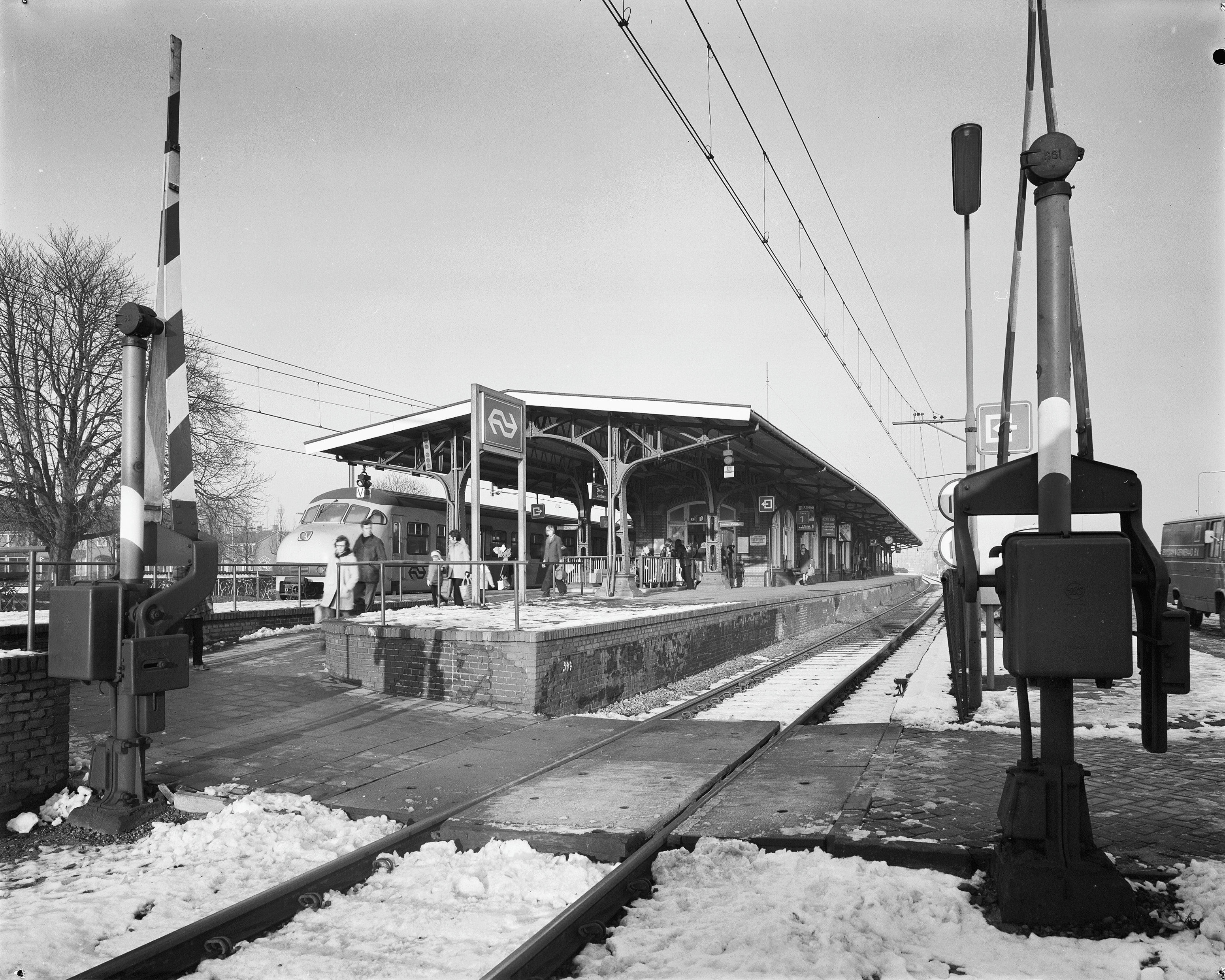
Station Dieren-Doesburg, 1974
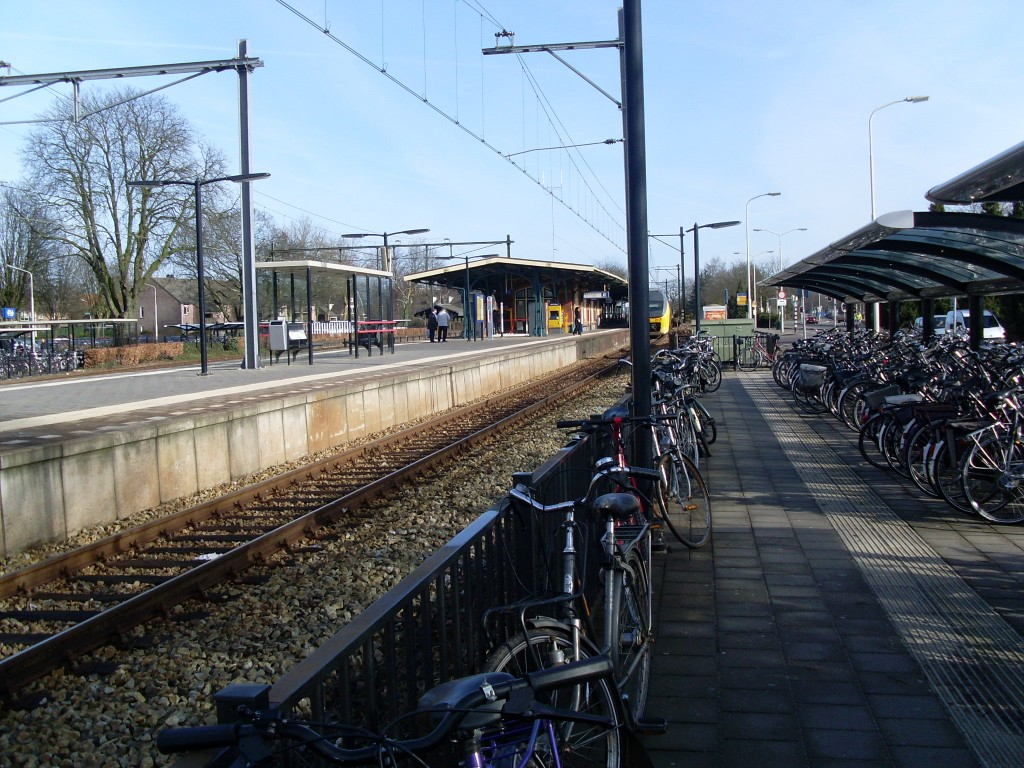
Station Dieren, 2008
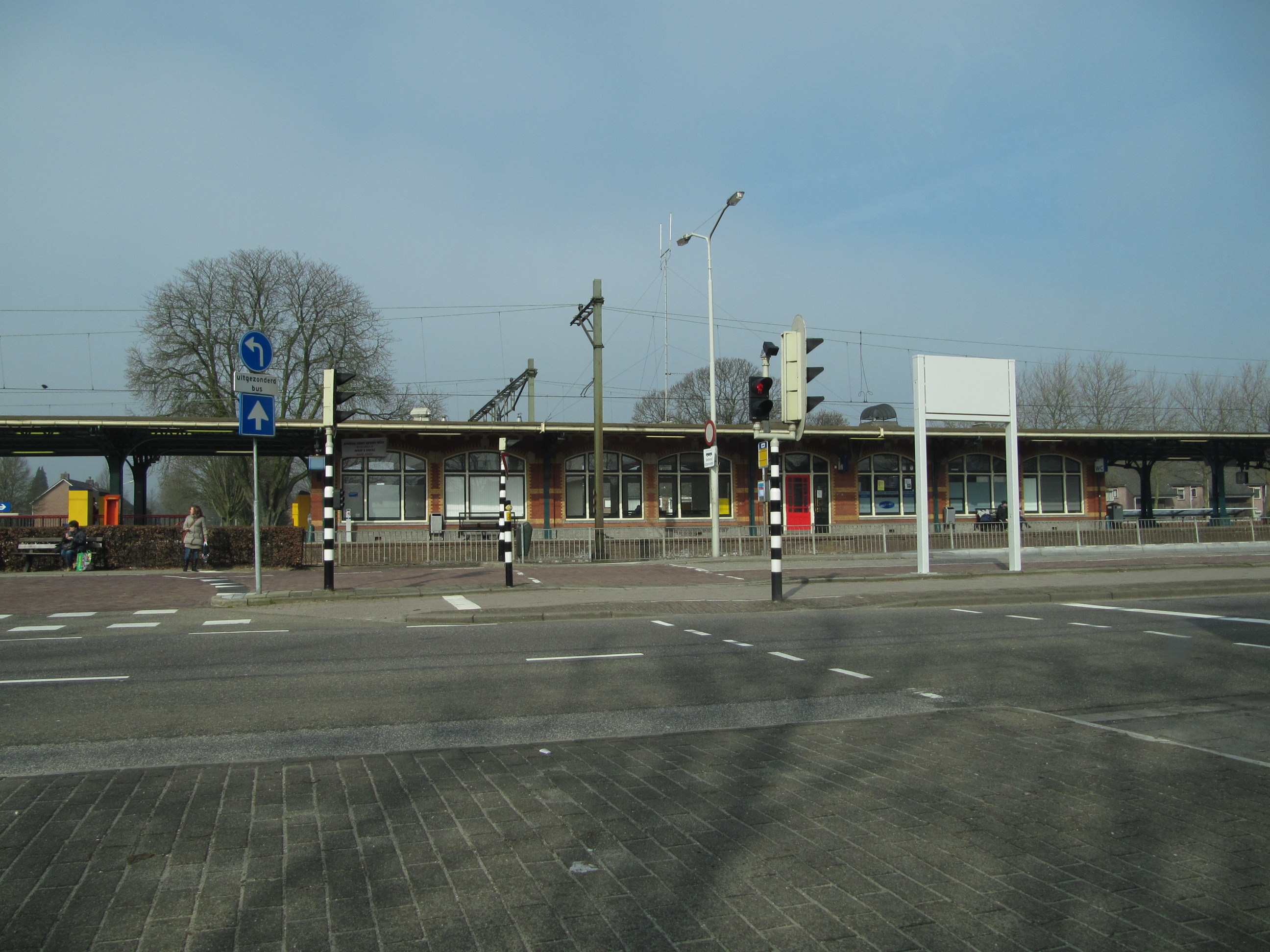
Zijaanzicht, 2009
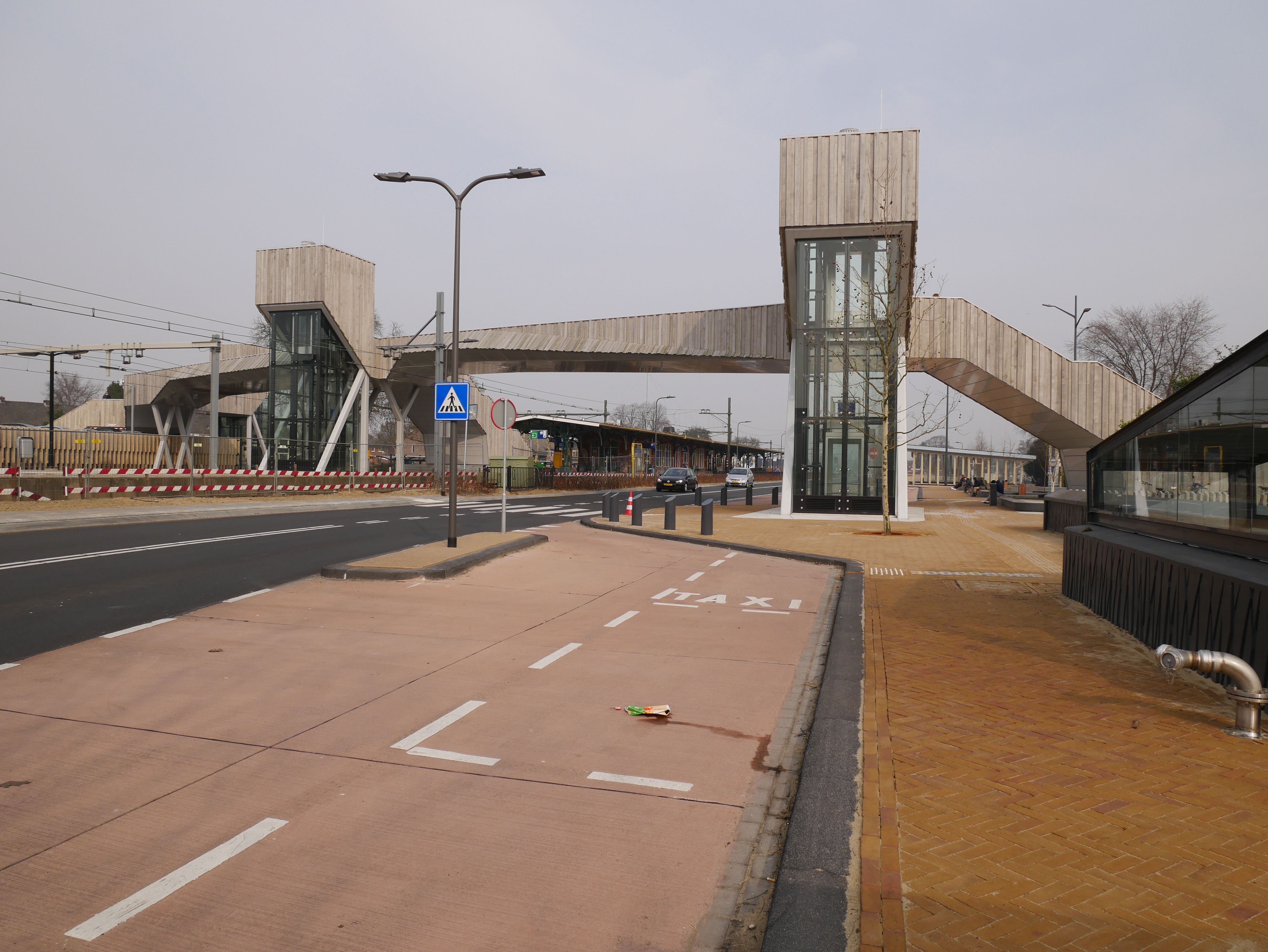
Passerelle, 2019

## Treinenloop
| Serie | Treinsoort     | Route | Bijzonderheden |
| ----- | -------------- | --- | --- |
| 3600  | Intercity (NS) | Roosendaal – Breda – Tilburg – 's-Hertogenbosch – Nijmegen – Arnhem Centraal – Dieren – Zutphen – Deventer – Zwolle | |
| 7600  | Sprinter (NS)  | Wijchen – Nijmegen – Arnhem Centraal – Dieren – Zutphen                                                             | 's Avonds na 20:00 uur en op zondag wordt er niet tussen Nijmegen en Wijchen v.v. gereden en wordt 1x per uur gereden tussen Arnhem Centraal en Zutphen v.v. |

## Ontwikkeling aantal reizigers
Het aantal door NS vervoerde reizigers (per gemiddelde werkdag) ontwikkelde zich sedert 2019 als volgt:
| Jaar | Aantal reizigers |
| ---- | ---------------- |
| 2019 | 4.108            |
| 2020 | 2.049            |
| 2021 | 2.316            |
| 2022 | 3.064            |
| 2023 | 3.470            |
| 2024 | 3.394            |

0,0: Arnhem Centraal ·
0,5: Arnhem Velperpoort ·
1,2: Arnhem Presikhaaf ·
1,3: Plattenburg ·
3,2: Café Unie ·
3,9: Hotel Naeff ·
4,2: Velp ·
7,0: Wordt-Rheden ·
8,0: Rheden ·
9,4: De Steeg ·
10,0: Hotel Den Engel ·
10,4: Diepesteeg ·
10,9: Holleweg ·
12,6: Ellecom ·
13,0: Villa Hofstetten ·
14,3: Dieren ·
16,2: Spankeren ·
18,4: Leuvenheim ·
20,3: Brummen ·
21,4: Weg naar Voorst ·
23,1: Het Vosje ·
24,4: Voorstonden ·
26,6: Hoven ·
27,5: Zutphen ·
28,0: Nieuwstad ·
30,2: Hungerink-Mettray ·
31,3: Eefde ·
35,3: Gorssel ·
36,2: Epse ·
40,0: Colmschate ·
40,9: Snippeling ·
43,5: Deventer ·
44,1: Boksbergerweg ·
45,6: De Platvoet ·
47,6: Rande ·
48,3: Diepenveen West ·
50,6: Puinweg ·
51,4: Hoenlo ·
53,1: Olst ·
55,5: Beltenweg ·
56,2: Duurschestraat ·
58,1: De Boerhaar ·
59,0: Bovendorp ·
59,6: Wijhe ·
62,8: Wijnvoorden ·
64,0: Herxen ·
65,5: Windesheim ·
68,0: Herculo ·
71,4: Ittersum ·
73,5: Zwolle ·
81,5: Berkum ·
88,0: Dedemsvaart ·
95,5: Staphorst ·
100,7: Meppel ·
106,3: Nijeveen ·
114,5: Steenwijk ·
120,0: Willemsoord ·
122,5: Peperga ·
127,0: Wolvega ·
134,6: Oudeschoot ·
134,6: Heerenveen IJsstadion ·
137,1: Heerenveen ·
143,7: Stobbegat ·
148,8: Akkrum ·
153,7: Grou-Jirnsum ·
158,1: Idaard-Roordahuizum ·
159,9: Wirdum ·
166,2: Leeuwarden
Huidige stations:
Aalten ·
Apeldoorn · 
-De Maten · 
-Osseveld ·
Arnhem:
-Centraal · 
-Presikhaaf · 
-Velperpoort · 
-Zuid ·
Barneveld:
-Centrum · 
-Noord ·
-Zuid ·
Beesd ·
Brummen ·
Culemborg ·
Didam ·
Dieren ·
Doetinchem · 
-De Huet · 
Duiven ·
Ede:
-Centrum ·
-Wageningen ·
Elst ·
Ermelo ·
Gaanderen · 
Geldermalsen ·
't Harde ·
Harderwijk ·
Hemmen-Dodewaard ·
Kesteren ·
Klarenbeek ·
Lichtenvoorde-Groenlo ·
Lochem ·
Lunteren ·
Nijkerk ·
Nijmegen · 
-Dukenburg · 
-Goffert · 
-Heyendaal · 
-Lent ·
Nunspeet · 
Oosterbeek ·
Opheusden ·
Putten ·
Rheden ·
Ruurlo ·
Terborg ·
Tiel · 
-Passewaaij ·
Twello · 
Varsseveld · 
Veenendaal-De Klomp · 
Velp · 
Voorst-Empe · 
Vorden · 
Wehl ·
Westervoort · 
Wezep · 
Wijchen ·
Winterswijk · 
-West · 
Wolfheze · 
Zaltbommel · 
Zetten-Andelst · 
Zevenaar · 
Zutphen
Voormalige stations: lijst van voormalige spoorwegstations in Gelderland